# Pool bit boys
pool bit boys, alias PB2, est un duo masculin de J-pop, actif de 1997 à 2001.

## Histoire
Le groupe est créé en 1997 au Japon dans le cadre de l'émission de recherche de talents Asayan. En 1997, sa première chanson Spiral sert de thème de fin à Asayan ; trois autres de ses titres serviront de générique à des drama télévisés les deux années suivantes : Sunshine pour Smart Monsters, Venus Accident pour Akimahende!, et Ao no Kiseki pour Best Friend. Le duo se sépare en 2001, après avoir sorti sept singles, deux albums et un best of pour un label d'avex group. Le chanteur Kinji s'est ensuite installé à New York où il a formé un nouveau duo, AGEHA, tandis que le guitariste Dan a commencé une carrière de chanteur folk à Hawaii.

## Membres
- KINJI : Kinji Itō (伊藤欣司?), né le 20 septembre 1975 ; chant
- DAN : Yasutaka Nagai (永井康貴?), né le 16 aout 1980 ; guitare

## Discographie

### Albums
- POOL BIT BOYS (1998.1.16)
- WINGBEAT (2000.3.8)
- best18/hp (2000.11.29)

### Singles
- SPIRAL (1997.1.3)
- SUNSHINE (1998.1.28)
- lunatic treasure (1998.5.13)
- Venus Accident (1998.10.21)
- EARTH STRIKER (1999.3.25)
- Ao no Kiseki (蒼の軌跡?) (1999.11.17)
- CROSS In The Night (1999.1.15)

### DVD
- best bit visual (2000.9)